# 과다채무빈곤국

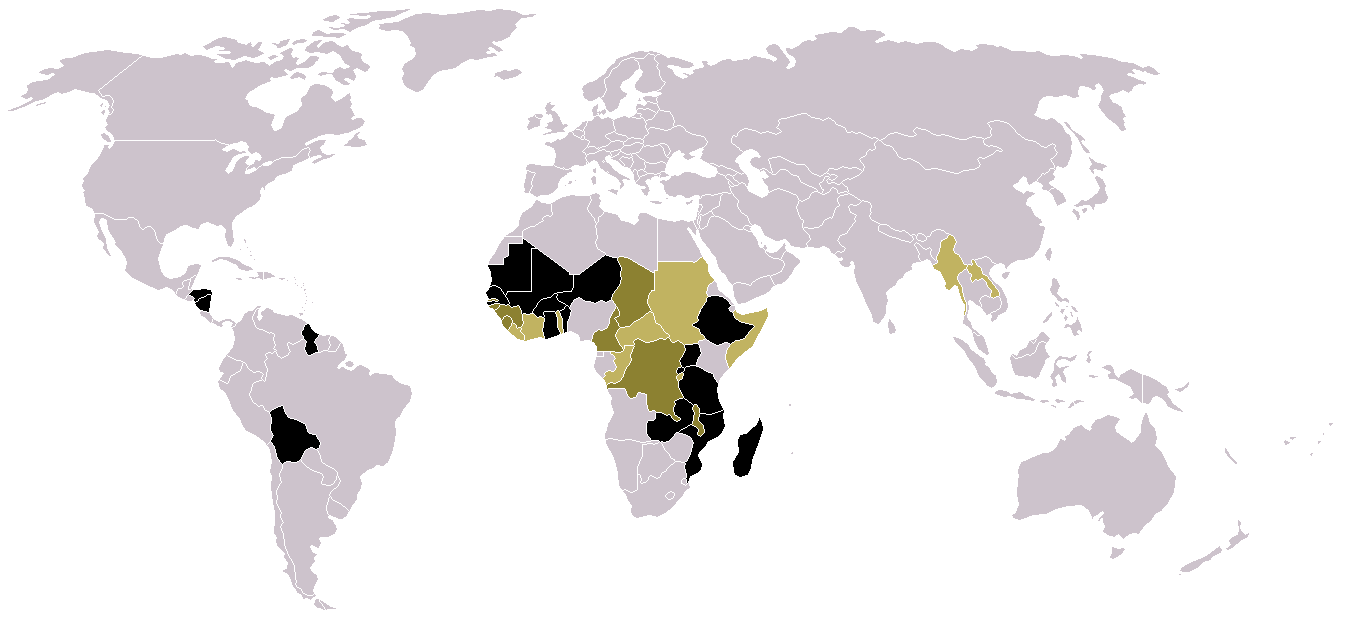
39개국을 표시하 지도. 검은색:전체 지원 대상국, 풀색:부분 지원 대상국, 옅은 고동색:기준 달성을 못한 예비국

과다채무빈곤국 (Heavily Indebted Poor Countries, HIPC)은 39개의 개발도상국으로빈곤 및채무비중이 높아 국제통화기금과 세계은행의 특별지원대상 우선 국가에 해당한다.

## HIPC 이니셔티브
HIPC 이니셔티브는 1996년 세계은행과 국제통화기금이 시작했으며 채무 탕감, 저금리 이율 차관 제공 및 기존 채무의 재지불 감소 등의 내용을 포괄한다. 해당국이 되려면 국가 채무 상황이 전통적 수단으로 조율될 수 없는 상황에 노출되어 있어야 한다. 원조 여부 및 규모는 해당국의 경제관리 및 수행 목표 달성 등에 연관되어 결정된다.
2012년 1월 기준 이니셔티브는 39개국의 목록을 확정지었으며 33개국이 사하라 이남 국가여서 지원대상이다. 전체 혹은 부분 지원을 받은 36개국은 다음과 같다:
| - 아프가니스탄 - 베냉 - 볼리비아 - 부르키나파소 - 부룬디 - 카메룬 - 중앙아프리카 공화국 - 차드* - 콩고 공화국 - 콩고 민주 공화국 - 코모로* - 코트디부아르* | - 에티오피아 - 감비아 - 가나 - 기니* - 기니비사우 - 가이아나 - 아이티 - 온두라스 - 라이베리아 - 마다가스카르 - 말리 | - 모리타니 - 모잠비크 - 니카라과 - 니제르 - 르완다 - 상투메 프린시페 - 세네갈 - 시에라리온 - 탄자니아 - 토고 - 우간다 - 잠비아 |

(*) 별표는 이니셔티브에서 제시한 목표 기준을 완전 달성하지 못하여 일부 원조만 받을 수 있는 곳이다. 나머지 32개국은 이를 완수했다. 에리트레아, 소말리아, 수단 등 3개국은 프로그램 참여대상 예비국이다.
HIPC 이니셔티브 상 채무탕감 및 지원을 받기 위해서는 기준이 필요한데 1996년 세워진 기준선은 국가가 전통적인 수단(양자 원조, 차관 등)을 통해서 받은 지원이 만성 적자 및 한계에 직면한 경우에 해당한다. 보통 빚과 수출의 비중이 200-250%일 때 혹은 정부간 차관 비율이 전체 정부 예산이 280%를 초과할 경우를 말한다.

## 자금
국제통화기금은 40여 개국에 대한채무 탕감을 제공하기 위하여 현재 사용가능한 기금규모가 710억 달러(200 기준)인 것으로 보고 있다. 이 중 절반은 IMF, 세계은행 및 다자 원조기관이 출자한 것이며 나머지는 채권국(국제수지가 흑자인 나라)의 자금이다. 국제통화기금의 비중은 금값의 변동으로 그 수치는 계속하여 변하고 있으나 여전히 해당국의 전체 채무 비중을 감당할 정도는 아니다. 이후 수단과 소말리아 등 예비국이 대상국 기준을 달성하게 된다면 추가 재원 조달이 필요하게 될 것이다.

## 같이 보기
- 밀레니엄 개발 목표
- 국가채무